# Przybysławice (gmina Gołcza)
Przybysławice – wieś w Polsce położona w województwie małopolskim, w powiecie miechowskim, w gminie Gołcza.
W latach 1975–1998 miejscowość należała administracyjnie do województwa krakowskiego. Integralna część miejscowości: Psiarków.

## Historia
Pierwsze wzmianki o wsi Przybysławice podał Jan Długosz w Księdze Uposażeń kościołów diecezji krakowskiej. W XIX wieku właścicielami Przybysławic byli: Bonawentura Psarski, Ludwik Jan Kanty Kozłowski, Żyd Motyl Sercarz i od 1872 r. Leon Strasburger, ewangelik, uczestnik powstania styczniowego. Od 1895 do 1945 r. właścicielami byli Kozłowscy herbu Jastrzębiec: Stefan Kozłowski żonaty z Marią Strasburger, która Przybysławice otrzymała po swoim ojcu Leonie Strasburgerze, a następnie ich syn Tomasz Kozłowski – legionista, prezes Kieleckiej Izby Rolniczej, poseł na Sejm w latach 1931–1938, żonaty z Jadwigą z Postępskich. Współwłaścicielem był jego brat Leon Kozłowski, archeolog, profesor Uniwersytetu Lwowskiego, polityk, premier rządu RP w latach 1934–1935.
W 1905 r. Stefan Kozłowski założył w Przybysławicach pierwsze w powiecie miechowskim wiejskie Kółko Rolnicze, a w 1907 r. wspólnie z żoną ufundował ochronkę i zorganizował tajną szkołę. W latach 1909–1913 wybudowano w Przybysławicach pierwszy w powiecie Dom Ludowy, w którym ogniskowało się życie kulturalne i gospodarcze wsi. 14 marca 1914 r. władze carskie zatwierdziły statut Przybysławskiego Towarzystwa Miłośników Sceny i Muzyki. Towarzystwo działało do 1974 r. wystawiając w tym czasie dziesiątki sztuk i przedstawień.
W latach 1975–1983 obszerną i drobiazgową historię wsi Przybysławice opracował Władysław Niedziela. Opracowanie Kronika wsi Przybysławice wyrosłej na ziemi miechowskiej nigdy nie zostało wydane w całości, fragmenty ukazały się w 1985 r. w piśmie „Znak”.

## Zabytki
Obiekty wpisane do rejestru zabytków nieruchomych województwa małopolskiego:
- zespół dworski z XIX wieku.

## Osoby związane z miejscowością
- Stefan Kozłowski
- Aniela Kozłowska
- Stefan Kozłowski
- Krzysztof Kozłowski